# FK Bregalnica Delčevo
Maillots
Le Fudbalski Klub Bregalnica Delčevo (en macédonien : фудбалски клуб Брегалница Делчево), plus couramment abrégé en Bregalnica Delčevo, est un ancien club macédonien de football fondé en 1926 et disparu en 2012, et basé dans la ville de Delčevo.

## Histoire
Le club est fondé en 1926.
Lors de l'été 2012, le club de football est dissous.